# Ina Catani
Ina Catani, född Ingrid Alice Heilborn 30 maj 1906, Petrograd/S:t Petersburg, Ryssland, död 28 mars 1938 i Johannes församling, Stockholm, (lymfcancer) var en svensk bågskytt. Hon var syster till Emil Heilborn, även han världsmästare i bågskytte.

## Meriter
- Världsmästare 1935, Sveriges första kvinnliga världsmästare.[2]

### Fotnoter
1. ↑  ”Ina Catani”. Bågskytteakademien. http://www.bagskytteakademien.se/GamlaSkyttar/ina.htm. Läst 5 november 2014.
2. ↑   Sporten i dag 2000-2001. Semic. Läst 19 juni 2025